# Restauration des fresques de la chapelle Sixtine

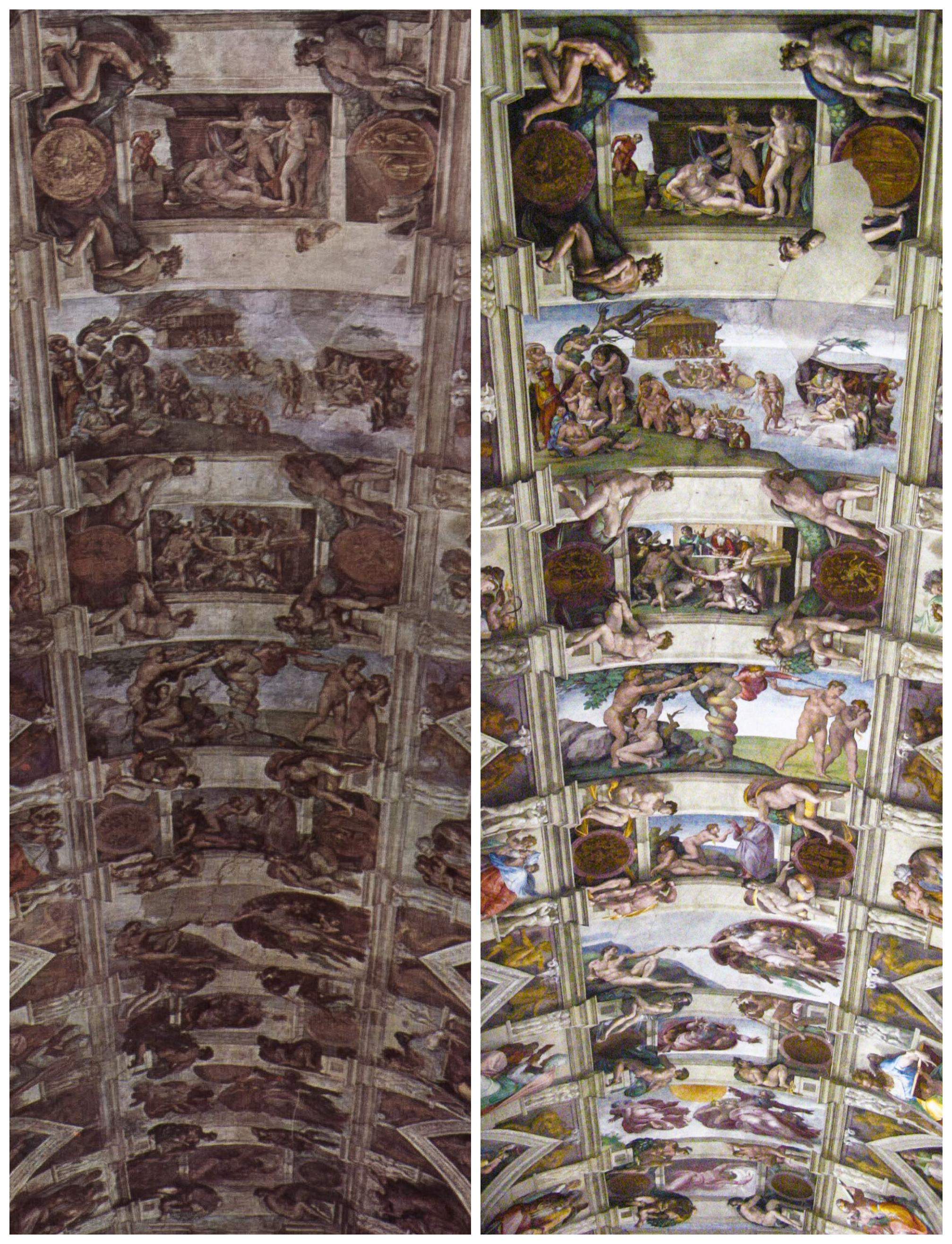
Comparaison du plafond de la chapelle Sixtine avant et après la restauration de 1984-1994.

La restauration des fresques de la chapelle Sixtine est l'une des plus importantes restaurations d'art du XXe siècle.
La chapelle Sixtine a été construite au Vatican sous le pontificat du pape Sixte IV, juste au nord de la basilique Saint-Pierre, et achevée vers 1481. Ses murs ont été décorés par nombre de peintres de la Renaissance, figurant parmi les artistes les plus en vue de la fin du XVe siècle en Italie, comme Domenico Ghirlandaio, Michel-Ange, Le Pérugin et Sandro Botticelli. La décoration de la chapelle a été reprise sous le pape Jules II par la peinture du plafond par Michel-Ange entre 1508 et 1512 et par la peinture du Jugement dernier commandée par le pape Clément VII et terminée en 1541, également par Michel-Ange. Les tapisseries du niveau inférieur, aujourd'hui mieux connues grâce aux cartons de Raphaël de 1515-1516, sont venues compléter l'ensemble.
L'ensemble de ces peintures et fresques représente le plus grand projet pictural de la Renaissance. Prises individuellement, certaines peintures de Michel-Ange sur le plafond, comme La Création des astres et des plantes ou La Création d'Adam - figurent parmi les œuvres les plus importantes de l'art occidental. Les fresques de la chapelle Sixtine et en particulier le plafond et les tympans de Michel-Ange ont connu plusieurs restaurations, dont les plus récentes, réalisées entre 1980 et 1994, ont eu un important retentissement auprès des historiens et amateurs d'art, révélant des couleurs et des détails jamais vus depuis des siècles. Après ce travail, on a pu dire que « tous les livres sur Michel-Ange devraient être récrits ». Mais d'autres auteurs, comme l'historien d'art James Beck, d'ArtWatch International, ont été extrêmement critiques à l'égard de cette dernière campagne de restaurations, affirmant qu'elles n'ont pas été réalisées dans le respect des véritables intentions de l'artiste. Ces arguments sont au cœur d'un débat encore en cours.

## Restaurations antérieures
Les fresques de la voûte de la Chapelle Sixtine ont été restaurées à plusieurs reprises avant les travaux majeurs des années 1980, sous Jean-Paul II. Les premiers problèmes rencontrés ont été ceux d'infiltrations d'eau qui avaient percé le plancher de la partie haute de la voûte. Paulo Giovio signalait déjà, vers 1547, que les fresques de la voûte étaient endommagées par des fissures et des efflorescences blanches de salpêtre. Gianluigi Colalucci, restaurateur en chef du laboratoire de restauration des peintures des monuments et musées pontificaux, rapporte dans son essai sur Les couleurs de Michel-Ange retrouvées, que les premiers restaurateurs avaient traité les œuvres par l'application cosmétique d'huile de lin et de noix qui ont eu pour effet de rendre les dépôts cristallins plus transparents.
En 1625, sous le pape Urbain VIII, une restauration a été menée par Simone Lagi, « doreur résident », qui a essuyé et nettoyé la patine sombre de la surface peinte de la voûte à l'aide de toile de lin et de mie de pain, parfois humidifiée pour une meilleure élimination des matières incrustées. Son rapport indique que les fresques ont recouvré leur éclat d'origine sans subir aucun dommage. Colalucci précise que Lagi a très probablement appliqué des couches de vernis-colle pour raviver les couleurs sans le préciser dans son rapport afin de préserver les secrets des restaurateurs.
Selon G. Mancini dans ses Considerazioni sulla pittura (1617-162), Le Greco, alors au service du cardinal Alexandre Farnèse à partir de 1570, aurait proposé de détruire et de repeindre les fresques. Cela aurait provoqué un tel courroux, que le Greco dut quitter son emploi à la cour du cardinal en 1572. On conserve sa lettre de demande d'explication, restée sans réponse.
Entre 1710 et 1713, une autre restauration a été entreprise sur ordre du pape Clément XI par le peintre Annibale Mazzuoli (en) et son fils, qui ont utilisé « des éponges trempées dans du vin grec », ce qui, selon Colalucci, a été rendu nécessaire par l'accumulation de suie et de poussière sur les dépôts graisseux de la restauration précédente. Les Mazzuoli, nous dit Colalucci, ont travaillé à améliorer le contraste des figures par des retouches de peinture sur les détails. Ils ont aussi repeint certaines zones où les couleurs avaient été perdues à cause des efflorescences salines. Ces surfaces ont été traitées par des retouches en hachures ou des traits de pinceau linéaires. Colalucci ajoute que les Mazzuoli ont fait usage de grandes quantités de vernis-colle et que cette restauration a essentiellement porté sur les voûtes, accordant moins d'attention aux tympans.
L'avant-dernière restauration a été faite par le laboratoire de restauration des Musées du Vatican au cours des années 1935-38 sous le pape Pie XI, dans le but de renforcer les enduits à l'extrémité est du bâtiment et d'enlever partiellement la suie et les salissures.

## Restauration moderne (1984-1994)

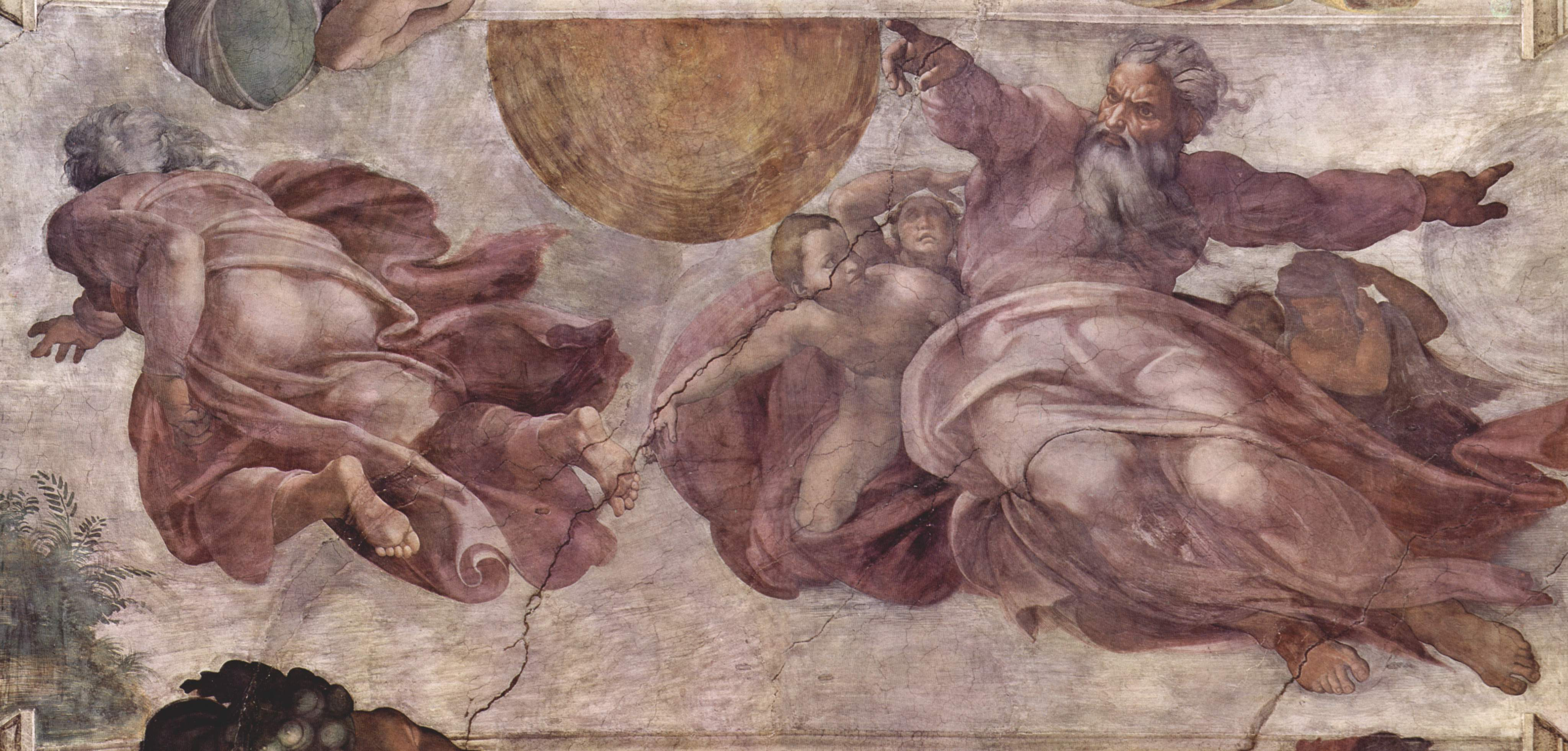
La Création des astres et des plantes, non restaurée

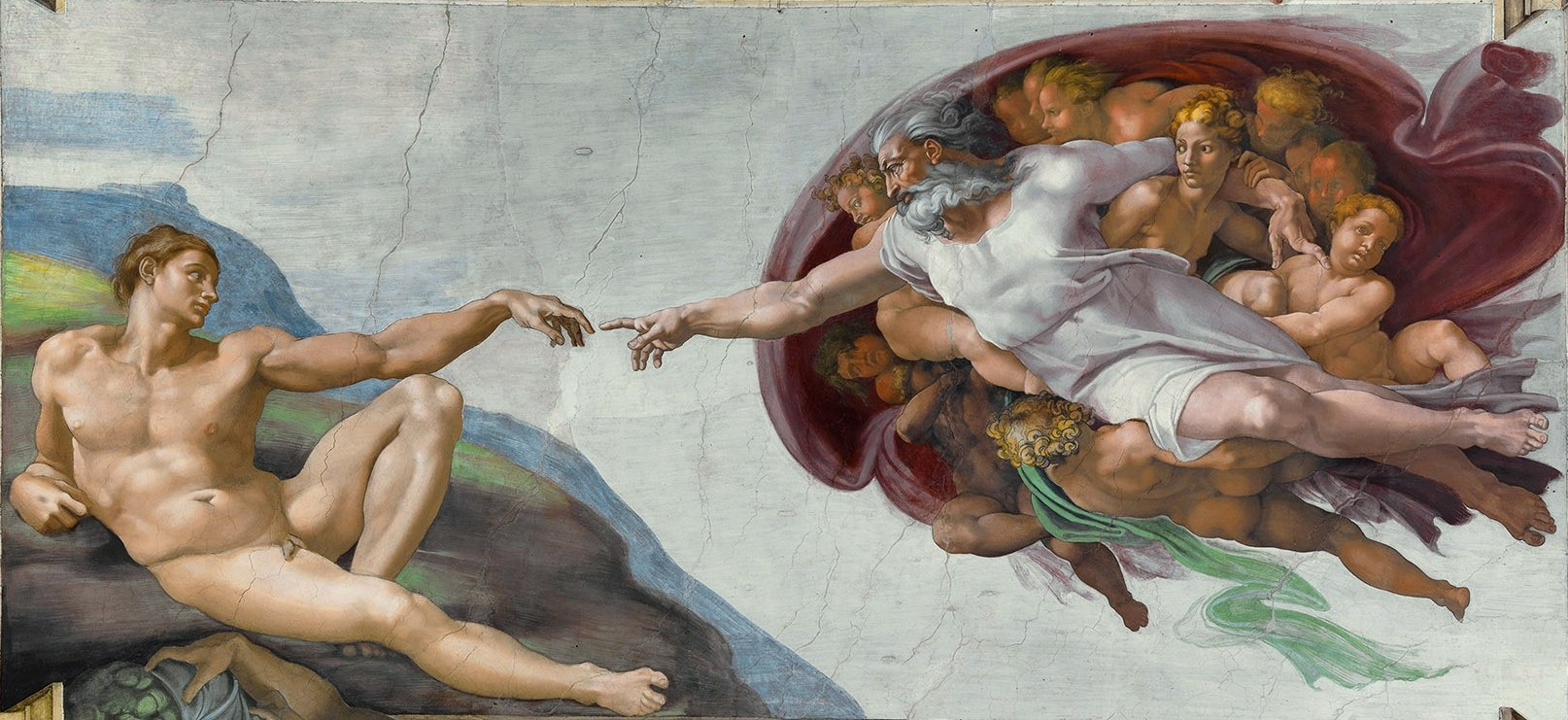
La Création d'Adam, restaurée.

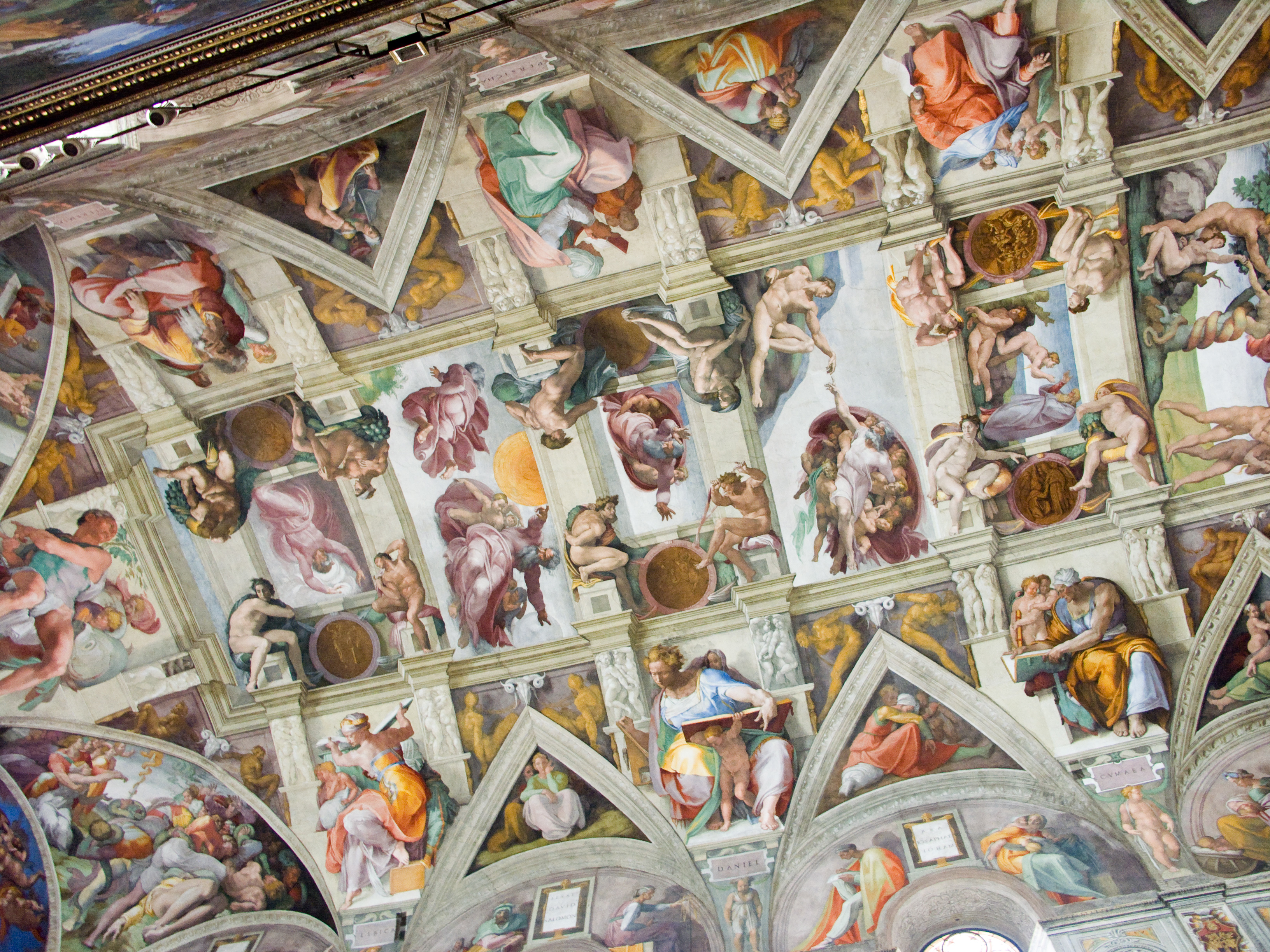
Section restaurée des fresques de la chapelle Sixtine, incluant les deux œuvres ci-dessus.

Par autorisation du pape Jean-Paul II, les tests préalables à la dernière restauration débutent en 1979. L'équipe de restauration comprenait Gianluigi Colalucci, Maurizio Rossi, Piergiorgio Bonetti et Bruno Baratti, qui ont appliqué les règles des lignes directrices pour la restauration des œuvres établies en 1978 par Carlo Pietrangeli, directeur du laboratoire du Vatican pour la restauration de peintures, pour base des procédures et des méthodes à utiliser dans la restauration, reposant en grande partie sur l'étude et le travail d'analyse. Cette partie comprend l'enregistrement de chaque étape du processus de restauration, documenté par le photographe Takashi Okamura pour Nippon Television Network Corporation.
La première étape des travaux de restauration, portant sur les lunettes de Michel-Ange, a été accomplie de juin 1980 à octobre 1984. Puis vint la restauration des peintures de la voûte, achevée en 1989, et enfin celle de la fresque murale du Jugement dernier, achevée en 1994. L'ouverture définitive de l'ensemble au public eut lieu le 11 décembre 1999.

### Objectifs des techniques de conservation
Les objectifs à atteindre étaient les suivants :
- Étudier les fresques progressivement, analyser chaque découverte et faire appel aux ressources techniques appropriées.
- Enregistrer chaque étape de la restauration dans une archive spéciale, accompagnée de photos et de films.
- Utiliser des matériaux et des processus simples, ayant largement fait leurs preuves, sans danger et réversibles.
- Réparer les fissures et les dommages structurels menaçant la stabilité du mortier.
- Enlever des couches de suie et de poussière déposées par les chandelles et cierges allumés depuis plus de 500 ans.
- Suppression des repeints d'autres restaurateurs qui avaient tenté de contrecarrer l'encrassement et d'autres facteurs qui ont contribué au dommage.
- Enlever les huiles et graisses animales utilisées dans le passé pour lutter contre la salinité des zones pénétrées par l'eau.
- Supprimer les concrétions de sels cristallins formant des zones blanchâtres avec l'eau d'infiltration.
- Restaurer les surfaces sur lesquelles sont apparus d'autres processus de détérioration, comme la formation de bulles ou de craquelures.
- Restaurer les zones où certains types de détériorations avaient obscurci les détails, faisant obstacle à la perception de l'œuvre, telles que le remplissage des fissures et des joints avec une peinture de couleur proche de l'original.
- Conserver physiquement, dans de petits espaces bien définis, la mémoire des restaurations antérieures.

### Préparation et méthodologie
En 1979, Colalucci a mené une série d'expériences préliminaires pour mettre au point la méthodologie appropriée à la restauration des fresques de la chapelle Sixtine. L'enquête a débuté par des essais sur de petites zones des fresques murales, notamment sur la Dispute sur le corps de Moïse de Matteo da Lecce, dont les caractéristiques physico-chimiques sont similaires aux techniques utilisées dans les fresques de Michel-Ange. Les essais pour trouver le bon solvant ont été poursuivis sur de petites portions de la lunette d'Éléazar et Matthan.
En raison de la hauteur des voûtes et de l'inaccessibilité des fresques, la nature précise des dommages et des problèmes qui se poseraient lors de la restauration n'étaient pas prévisibles au moment de la décision d'entreprendre les travaux. Ils n'ont pu être étudiés qu'après la pose d'échafaudages. Selon Colalucci, la recherche de réponses aux problèmes particuliers devait être un processus évolutif, préférable à des solutions générales préétablies.
En 1980, il a été décidé de procéder à une restauration générale. C'est la société japonaise de télévision Nippon Television Network Corporation qui a fourni l'essentiel des fonds, s'élevant à 4,2 millions de dollars, en échange des droits cinématographiques.
| |  | |
| Détail de l’Expulsion de l'Éden avant restauration : obscurcissement, fissuration, dépôts métalliques dus aux interventions anciennes, taches d'humidité, dépôts de sel et de salpêtre, et divers repeints. |  | Détail de la fresque après restauration, montrant l'éclat des couleurs et les réparations des fissures les plus importantes. Les petites fissures sont encore visibles. Les anneaux de salpêtre sont irréversibles. |

### Échafaudages
Une fois achevée la première phase des travaux de restauration sur les surfaces verticales et les demi-lunes de la partie supérieure des fenêtres, on a établi des échafaudages en aluminium juste au-dessous des lunettes, en utilisant les mêmes trous dans les murs que ceux utilisés par Michel-Ange. Les avantages de l'utilisation des matériaux légers modernes se sont traduits par la possibilité de déplacer la plate-forme à volonté, plutôt que de démonter et reconstruire toute la structure à plusieurs reprises, comme Michel-Ange l'avait pratiqué en 1506,.

### État des fresques
Les recherches préliminaires de 1979 ont révélé que toutes les parties internes de la chapelle, mais particulièrement les voûtes, étaient recouvertes d'une couche de crasse (graisse poussiéreuse) et de suie (carbone amorphe) constituée de résidus des graisses animales provenant de la combustion des chandelles de suif et des cierges de cire. Au-dessus des fenêtres, qui constituent la principale source de ventilation, les lunettes ont été particulièrement noircies par les fumées de la ville, « de plus en plus sales à mesure que le temps passait ». La structure de la chapelle a été rendue un peu instable par une surélévation du bâtiment opérée avant l'époque de Michel-Ange, cause de la fissuration des fresques. Une lézarde de la demi-lune de Judith était si importante qu'elle exigea un bouchage de brique et de mortier, préalable à la restauration de la peinture. La partie supérieure de la voûte a fourni à Michel-Ange une surface de travail très irrégulière, en raison des fissures et des infiltrations d'eau.
L'apport continu d'eau par le toit et les cheminements extérieurs, qui ne sont pas protégés par des tuiles au-dessus du plafond, a causé des fuites qui ont dissous les sels contenus dans le mortier et les a déposés sur les fresques par évaporation. Des gonflements et des bulles sont ainsi apparus dans certaines zones, mais sans réelle gravité, parce que l'épaisseur réduite et la transparence des couleurs utilisées par Michel-Ange ont laissé passer les sels à travers la surface picturale, au lieu de s'accumuler en dessous.
Les restaurations antérieures avaient laissé des traces évidentes sur les fresques. Pour lutter contre le blanchiment de la surface de la peinture par les sels, on avait appliqué des couches de graisses animales et d'huiles végétales, qui avaient effectivement rendu les cristaux de sels plus transparents, mais avaient laissé à la surface de la peinture une couche collante qui avait fini par durcir en retenant la poussière. Un autre problème était les infiltrations de salpêtre (nitrate de potassium) à travers les petites fissures, qui apparaissent en surface comme des anneaux sombres, particulièrement visibles sur les putti (chérubins) qui tiennent les rouleaux portant les noms des personnages représentés dans les demi-lunes. Contrairement aux dépôts cristallins blancs, le salpêtre ne peut être enlevé, et les taches sombres circulaires sont irréversibles. Des couches de peinture et de colle avaient été appliquées dans de nombreuses zones, obscurcissant les tonalités des couleurs. Les restaurateurs avaient peint par-dessus les zones sombres afin d'affiner les détails des figures, un peu partout, sur les lunettes, le voile de la voûte et les parties inférieures des demi-lunes.
L'examen a révélé que, malgré les dépôts de suie, les infiltrations et les défaillances structurelles, la fine pellicule de peinture des fresques de Michel-Ange était en excellent état. Colalucci décrit comment Michel-Ange a utilisé les meilleures techniques de la fresque, de la manière dont elles ont été décrites par Giorgio Vasari. Afin de traduire la diaprure de certains vêtements, Michel-Ange a utilisé, au plafond, la technique du cangiante, jadis dissimulée par l'encrassement, mais aujourd'hui pleinement mise en évidence. Pour l'essentiel, la peinture avait encore une bonne adhérence et ne nécessitait que des ajustements mineurs. Les enduits sur lesquels les fresques ont été exécutées ont été trouvés pour l'essentiel en bon état, d'autant que les restaurateurs précédents les avaient fixés, lorsque cela avait été jugé nécessaire, par des épingles de bronze.

### Les interventions
Avant la restauration proprement dite, l'équipe a passé six mois à étudier la composition et l'état des fresques, interrogeant les membres de la précédente équipe qui avait restauré les fresques dans les années 1930 et menant une étude scientifique détaillée afin de déterminer quels solvants et quelles méthodes avaient été employés sur les différentes surfaces peintes.

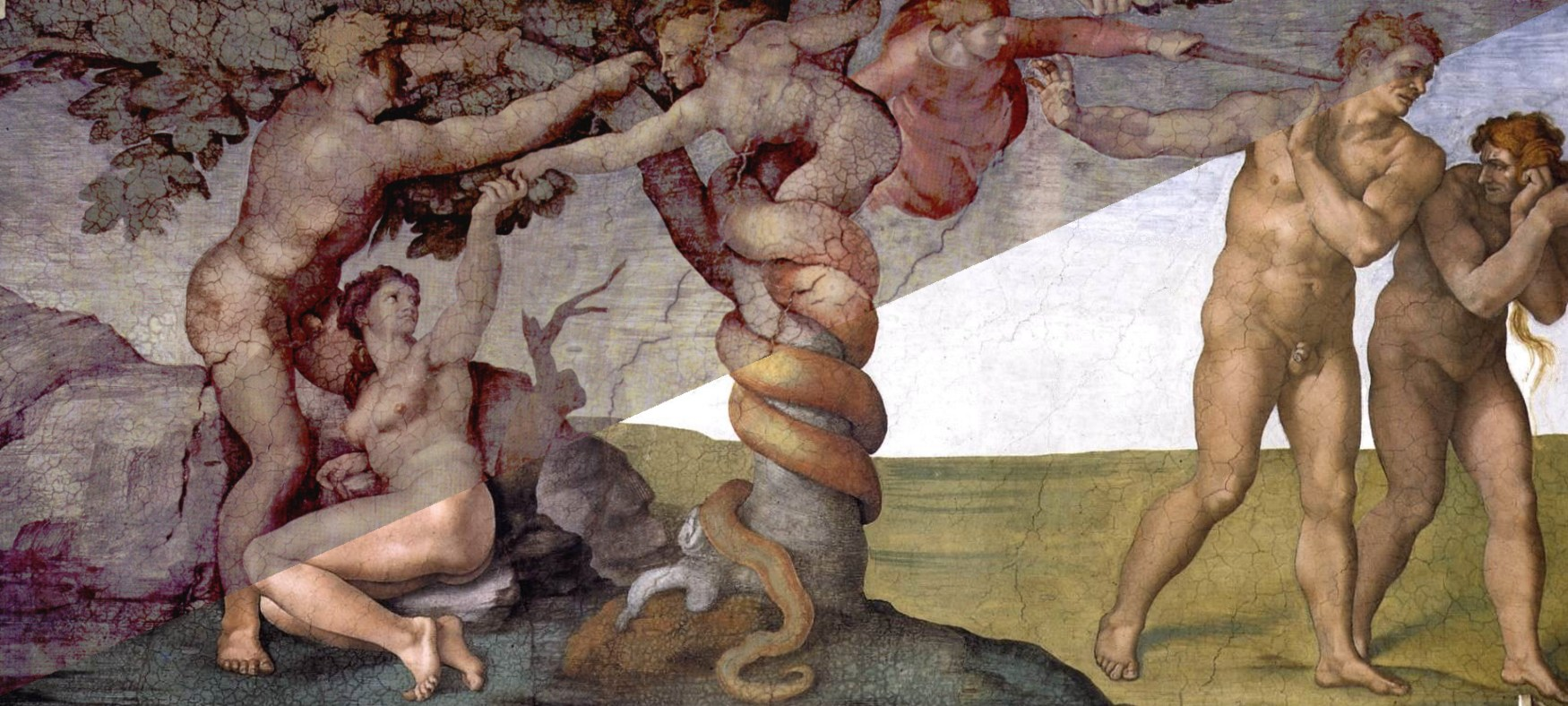
Une image composite de la Chute et de l'expulsion d'Adam et Ève du Paradis, de Michel-Ange : la partie supérieure gauche est montrée non restaurée, et la partie en bas à droite est représentée restaurée.

La première étape de la restauration physique était de recoller toutes les zones de la surface de mortier de chaux (d'environ 5 mm d'épaisseur) qui menaçaient de se détacher, ce qui fut fait par des injections d'une résine d'acétate de polyvinyle. D'anciennes agrafes de bronze qui avaient été utilisées pour stabiliser les surfaces furent retirées des endroits où elles avaient causé des fissurations, et les trous furent bouchés. Les pigments qui ne semblaient pas bien adhérer furent consolidés par l'application de résine acrylique diluée.
Les restaurateurs procédèrent au nettoyage des surfaces à l'aide de divers solvants. On eut recours à l'eau distillée pour retirer la suie et dissoudre les gommes solubles dans l'eau. Les retouches et les repeints effectués lors des dernières restaurations furent enlevés avec un solvant gélatineux appliqué en plusieurs étapes et lavé ensuite à l'eau distillée. Les efflorescences de carbonate de calcium furent traitées par l'application d'une solution de diméthylformamide. La dernière étape a été l'application d'une faible solution de polymère acrylique pour consolider et protéger la surface, suivie d'un lavage.
Le cas échéant, certaines zones ont été retouchées à l'aquarelle, afin d'intégrer la matière picturale. Ces zones sont texturées de manière distinctive par touches verticales invisibles à distance, mais facilement perceptibles de près comme des travaux de restauration.
Certaines petites zones ont été laissées non restaurées, afin de conserver un souvenir physique des restaurations antérieures : par exemple, une zone fut laissée avec des repeints et de la cire de bougie, et une autre zone pour montrer la tentative de contrer la salinisation avec de l'huile.

## Protection environnementale des fresques
Les fresques sont vulnérables aux effets des foules de touristes qui traversent la chapelle tous les jours, apportant avec elles chaleur, humidité, poussière et surtout des bactéries pouvant biodégrader peintures et pigments. Les surfaces de plâtre propres sont plus menacées par ces éléments destructeurs qu'elles ne l'étaient lorsqu'elles étaient recouvertes d'une couche de cire enfumée.
Auparavant, la seule ventilation de la chapelle Sixtine provenait de ses fenêtres situées au niveau supérieur des murs. Pour éviter que ne pénètrent les gaz d'échappement et les polluants soufflés par le vent, les fenêtres sont désormais fermées en permanence et un système de climatisation a été installé. La climatisation fait varier non seulement la chaleur mais aussi l'humidité relative entre les mois d'été et d'hiver, de sorte que les modifications de l'environnement atmosphérique se produisent progressivement. L'air près du plafond est maintenu à un niveau tempéré, tandis que l'air dans la partie inférieure du bâtiment est plus frais et circule plus rapidement, ce qui a pour effet que les particules de saleté tombent vers le sol au lieu d'être projetées vers le haut. Les bactéries et les polluants chimiques sont filtrés.
Spécifications environnementales :
- Unités de filtration d'air : éliminent les particules jusqu'à 0,1 μ
- Température de l'air : 20 °C en été, passant progressivement à 25 °C en hiver.
- Humidité relative au plafond : 55 % ± 5 %.
- Capteurs : 92, dont environ la moitié à des fins de secours.
- Câblage : 26 km

## Approbations et critiques
L'annonce de la restauration de la chapelle Sixtine a provoqué une vague de protestations et d'objections de la part des historiens de l'art du monde entier. L'un des critiques les plus actifs à cet égard était James Beck, d'ArtWatch International, qui a sonné l'alarme à plusieurs reprises sur le risque d'endommager l'œuvre de Michel-Ange par des restaurations imprudentes. Un argument maintes fois utilisé était que toutes les interventions précédentes avaient causé des dommages, de différentes natures. Contrairement à la simple conservation, toute restauration met une œuvre d'art en danger. La conservation, quant à elle, a pour objectif la préservation de l'œuvre en son état actuel et la prévention de toute détérioration ultérieure.

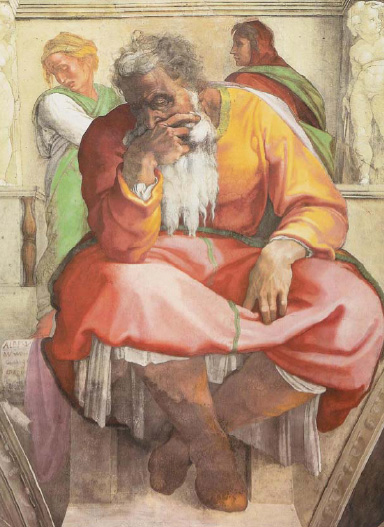
Jérémie pleure la destruction de Jérusalem

Tandis que James Beck était impliqué dans un débat avec Gianluigi Colalucci, une pétition fut lancée par Ronald Feldman, un marchand d'art new-yorkais, soutenue par 15 artistes célèbres, dont Robert Motherwell, George Segal, Robert Rauschenberg, Andy Warhol et Christo et Jeanne-Claude, demandant au pape Jean-Paul II d'arrêter tout à la fois les travaux de la Chapelle Sixtine et la restauration de la Cène de Léonard de Vinci.
L'équipe de restauration s'est engagée à ce que tout se déroule de manière transparente, afin que les journalistes, les historiens de l'art et les autres experts de l'industrie ayant un intérêt légitime puissent avoir accès aux informations et voir l'œuvre. Cependant, une seule entreprise, la Nippon Television Network Corporation, avait obtenu les droits exclusifs sur les photographies et les images liées à la restauration. Michael Kimmelman, le critique d'art en chef du New York Times, a écrit en 1991 que la critique négative de la restauration des voûtes et des lunettes était due en partie par la réticence du Nippon Television Network à rendre publiques les photographies qu'ils avaient prises en exclusivité, enregistrant chaque étape du processus, qui constituaient la seule preuve concrète susceptible d'attester du bon déroulement des travaux.
Selon Kimmelman, la raison de la réticence à reproduire les photographies détaillées, qui aurait pu faire taire les pires craintes de nombreuses parties intéressées, était liée à l'intention de l'entreprise de produire un grand livre en édition limitée en deux volumes (« aussi gros qu'un table basse »). Ce livre, une fois produit, se vendrait 1 000 dollars. Kimmelman a qualifié le fait que ces photos ne seraient disponibles que pour les rares personnes qui pourraient se permettre un prix aussi exorbitant et, selon lui, peu généreux et immoral.

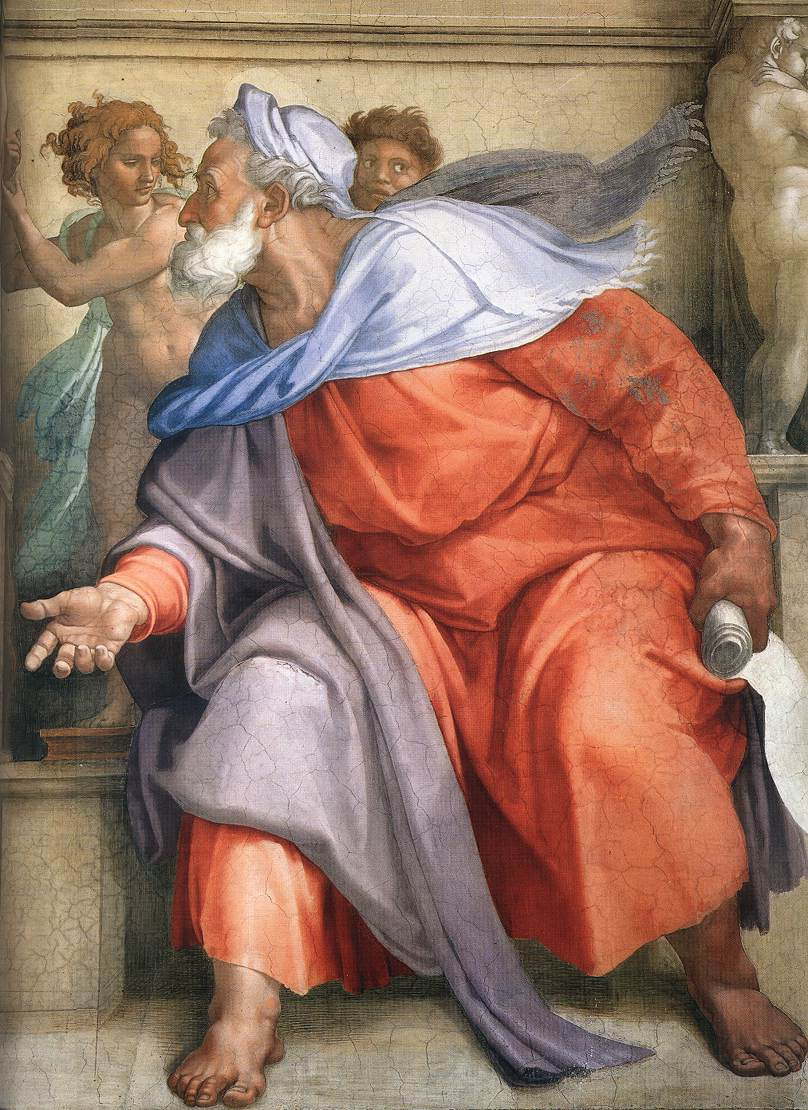
Le prophète Ézéchiel écoute la voix de Dieu.

Alors que les travaux touchaient à leur fin, des réactions positives ont fusé de diverses parts. Le pape Jean-Paul II a prononcé une homélie inaugurale à la fin de chaque phase. En décembre 1999, après l'achèvement de la restauration des fresques, le pape déclare :

« Il serait difficile de trouver un commentaire plastique plus éloquent sur cette image biblique du mystère de l'Église que cette chapelle Sixtine, dont nous pouvons aujourd'hui profiter de toute la splendeur grâce à la restauration qui vient d'être achevée. Notre joie est partagée par les fidèles du monde entier, à qui ce lieu est cher non seulement pour les chefs-d'œuvre qu'il abrite, mais aussi pour le rôle qu'il joue dans la vie de l'Église. »

Le cardinal Edmund Casimir Szoka, gouverneur de la Cité du Vatican, a déclaré : « Cette restauration et l'expérience des restaurateurs nous permettent de contempler les peintures comme si nous avions eu la chance d'être présents lors de leur première exposition. »
D'autres auteurs ont été moins flatteurs. Andrew Wordsworth, de The Independent, de Londres, a exprimé le point le plus problématique : « Il ne semble pas douteux que la voûte de la chapelle Sixtine ait été partiellement peinte à sec (c'est-à-dire lorsque le plâtre était sec), mais les restaurateurs ont néanmoins décidé qu'un nettoyage en profondeur était nécessaire, compte tenu de la quantité de saleté qui s'était accumulée (notamment par la combustion des bougies). En conséquence, les voûtes ont maintenant un curieux aspect relavé, avec une coloration belle mais fade - un effet sensiblement différent de celui de la sculpture intensément sensuelle de Michel-Ange. »

## Problèmes soulevés par les critiques
La partie des restaurations de la chapelle Sixtine qui a suscité le plus de critiques sont les voûtes peintes par Michel-Ange. L'émergence des couleurs vives des Ancêtres du Christ a provoqué une réaction motivée par la crainte que les procédés employés dans le nettoyage soient trop radicaux. Malgré les alarmes, les travaux sur les fresques se sont poursuivis et, selon des critiques comme James Beck, leurs pires craintes se sont confirmées dès que les voûtes ont été achevées,.
Les causes de la dissidence résident dans l'analyse et la compréhension des techniques utilisées par Michel-Ange, et l'approche technique conséquente des restaurateurs. Un examen détaillé des fresques dans les lunettes a convaincu les restaurateurs que Michel-Ange avait travaillé exclusivement en « bonne fresque », c'est-à-dire que l'artiste n'avait travaillé que sur des portions de plâtre fraîchement posé et que chaque section de la peinture avait été achevée alors que le mortier était encore frais. En d'autres termes, Michel-Ange n'aurait pas travaillé « à sec », ne serait jamais revenu à son travail et n'aurait pas ajouté de détails sur le plâtre sec.

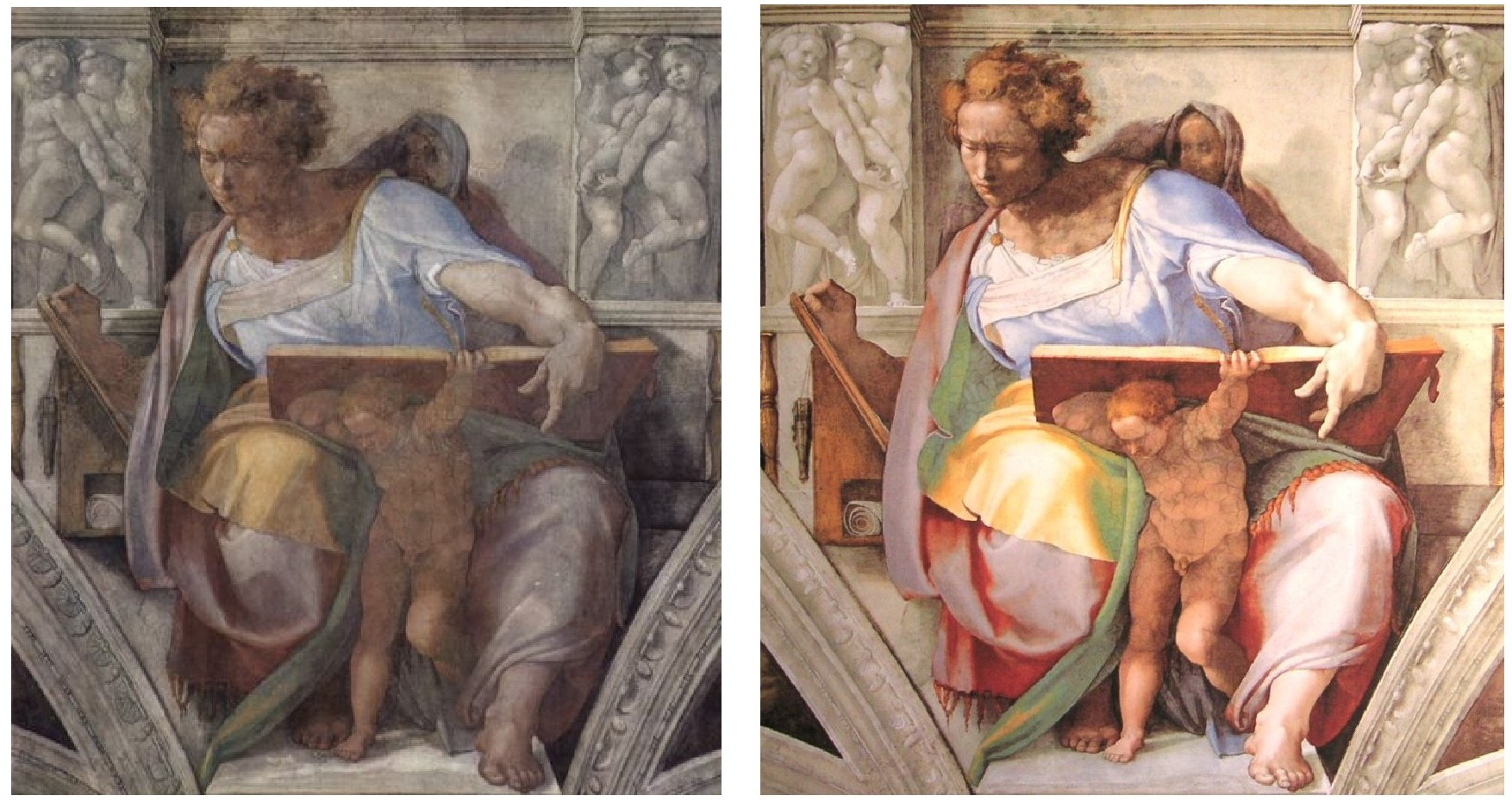
Daniel, avant et après restauration

## Le problème du noir de carbone
Les restaurateurs ont supposé que toutes les couches de crasse et de saleté sur les voûtes étaient le résultat de bougies allumées. Contrairement à ce point de vue, James Beck et de nombreux artistes ont suggéré que Michel-Ange utilisait du noir de fumée mélangé à de la colle pour accentuer les ombres et améliorer la définition des zones sombres, une fois sèches. Si tel était le cas, une grande partie de ce travail aurait été effacée lors des restaurations.
Sur certaines des figures, cependant, il y a encore des traces claires de peinture au noir de fumée. L'explication évidente réside dans le fait que dans la longue période où Michel-Ange était au travail, probablement, pour une série de raisons, sa technique a varié. Les phénomènes qui auraient pu influencer le degré de finition atteint lors d'une journée de travail particulière dépendait de la chaleur et l'humidité, ainsi que du nombre d'heures d'ensoleillement. Quelle que soit la raison de ces différences, plusieurs méthodes d'application de la lumière et de l'ombre aux figures individuelles sont clairement évidentes.
Il existe encore d'intenses zones d'ombre qui mettent en évidence la figure de la Sibylle de Cumes. Mais plus qu'un simple relief, c'est la tridimensionnalité que les amateurs d'art s'attendent à trouver dans l'œuvre de l'homme qui a sculpté Moïse. Les critiques de la restauration ont déclaré que c'était là précisément l'objectif de Michel-Ange et que de nombreuses fresques avaient des couleurs très contrastées, disposées côte à côte, qui ont ensuite été retravaillées « à sec » pour obtenir cet effet tridimensionnel, qui a maintenant été perdu à cause du nettoyage excessif.
Dans la restauration des voûtes, la définition sèche du détail architectural a été uniformément perdue : les coquilles, les glands et les ornements de perles et fuseaux que Michel-Ange a probablement laissés achever à un assistant lorsque lui-même passait au panneau suivant. Le traitement de ces détails variait considérablement. À quelques reprises, par exemple autour du voile d'Ézéchias, les détails architecturaux ont été peints « en bonne fresque » et sont restés intacts.

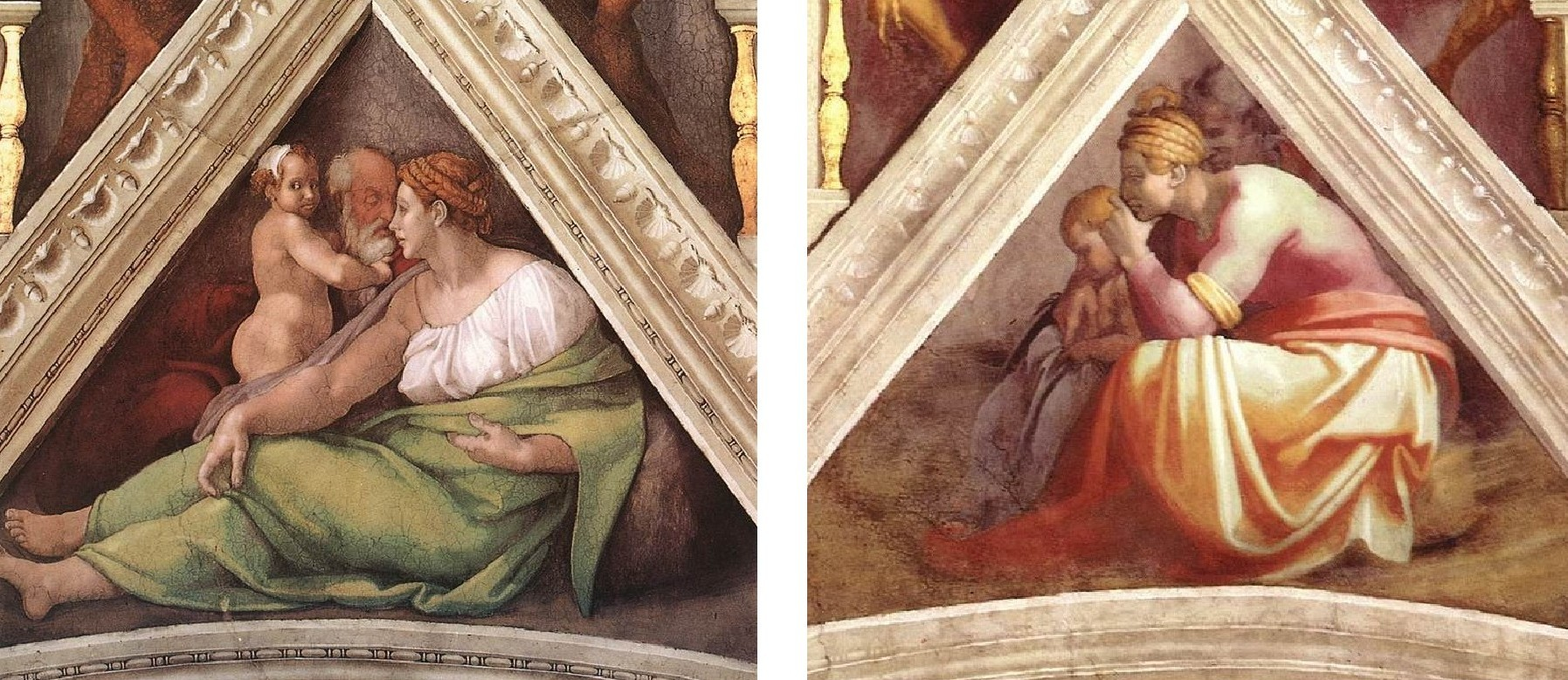
Différents états après restauration dans deux écoinçons similaires. Dans l'écoinçon gauche, les détails noirs des robes, des yeux et de l'architecture sont intacts. Dans celui de droite, ces détails ont été perdus lors du nettoyage.

## Restauration des couleurs
L'aspect chromatique le plus inattendu est le traitement des ombres par Michel-Ange. L'exécution de la sibylle libyenne et du prophète Daniel, qui sont placés côte à côte, peut être considérée comme exemplaire. Sur la robe jaune de la Sibylle, Michel-Ange a réalisé des reflets jaunes, en passant par des tons soigneusement nuancés de jaune foncé, d'orange pâle, d'orange foncé, jusqu'au presque rouge dans les zones d'ombre. Alors que les ombres rouges sont elles-mêmes inhabituelles dans une fresque, le mélange par l'utilisation de tons adjacents du spectre de couleurs est une solution assez naturelle. Dans les vêtements de Daniel, cependant, nous ne trouvons pas une nuance aussi délicate. La doublure jaune de son manteau devient soudainement vert foncé dans les ombres, tandis que la couleur mauve a des nuances rouges profondes. Ces combinaisons de couleurs, que l'on pourrait mieux qualifier d'irisées, se retrouvent à de nombreux endroits des voûtes, dont le bas du jeune homme dans la lunette de Mathan qui est vert pâle et violet rougeâtre.

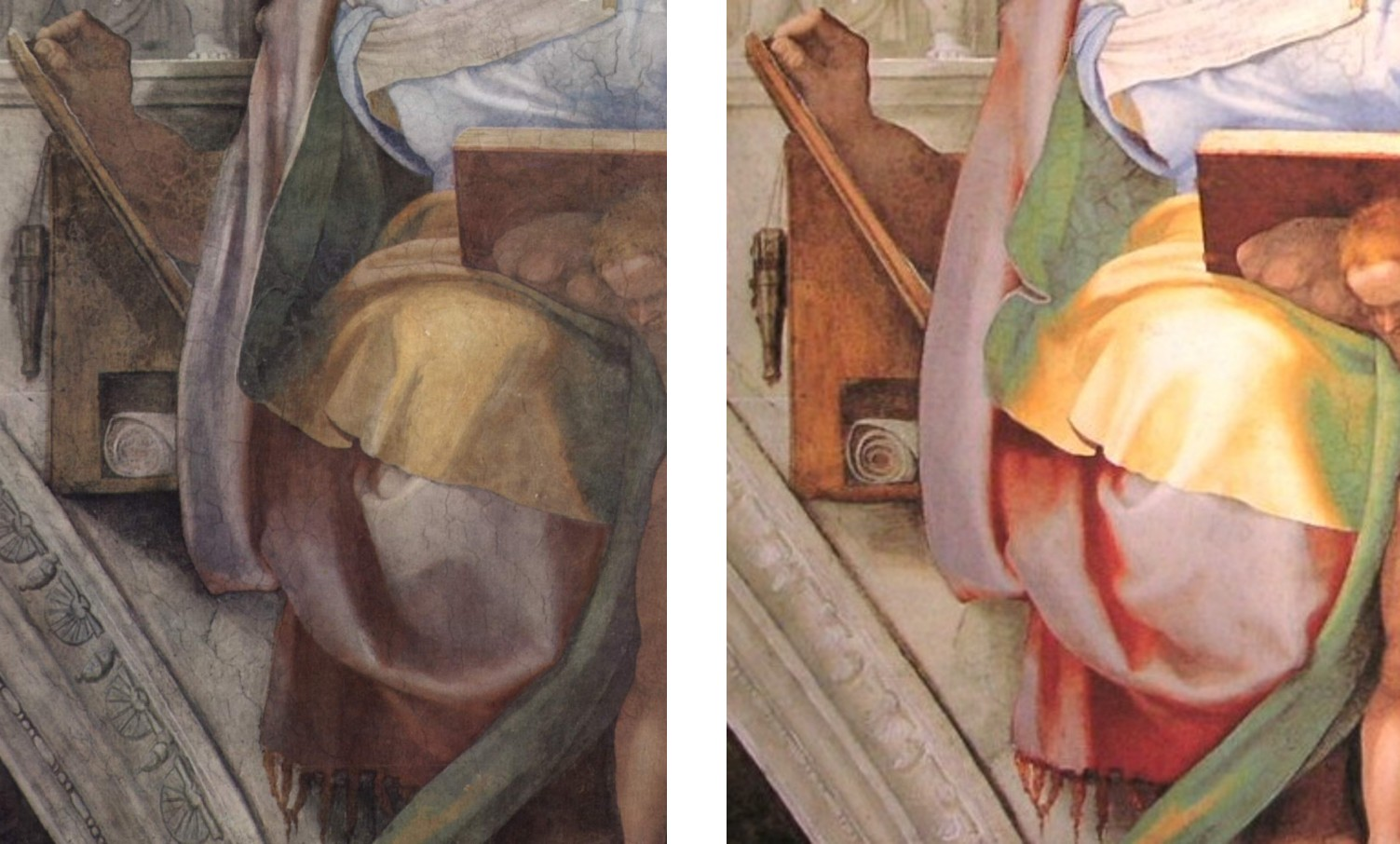
La main droite et le genou de Daniel. Sur la fresque non restaurée, la sous-couche rouge intense laisse apparaître à travers le noir un lavis secco ajoutant de la luminescence aux ombres. La forme sous le vêtement est obtenue par le lavis noir.

Dans certains cas, la combinaison des couleurs apparaît criarde : c'est particulièrement évident dans le cas du prophète Daniel. La comparaison entre les zones de fresques restaurées et non restaurées démontre clairement que Michel-Ange a travaillé sur ces figures avec des voiles de noir de fumée, et donc que la technique avait été prévue au préalable. Le rouge vif utilisé dans les robes de Daniel et de la sibylle libyenne ne crée pas de véritables ombres lorsqu'il est utilisé seul. Dans ce cas et dans de nombreux autres cas, la coloration semble avoir été conçue comme une sous-couche, qui n'aurait été vue qu'à travers une fine brume noire, les ombres plus profondes étant soulignées à la place d'un noir plus profond, comme elles apparaissent encore dans la sibylle de Cumes. Cette utilisation de couleurs vives et contrastées pour la sous-couche n'est pas une caractéristique courante des fresques, mais est normalement utilisée à la fois dans la peinture à l' huile et à la détrempe. Comme pour le prophète Daniel, la robe jaune de la sibylle libyenne avait autrefois plus de subtilités dans ses plis et ses ombres qu'aujourd'hui.

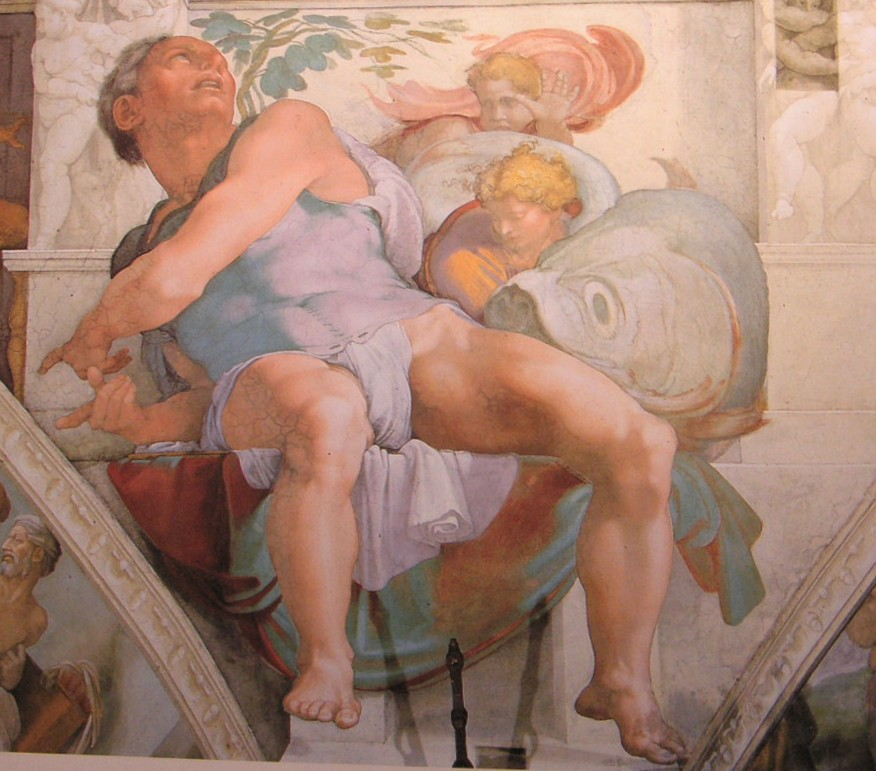
Jonas restauré. Une grande partie de la tonalité dramatique de la figure a disparu dans le nettoyage, diminuant l'effet du raccourci.

La grande figure de Jonas est très importante pour l'ensemble de la composition, tant d'un point de vue pictural que théologique, car c'est un symbole du Christ ressuscité. La figure, qui occupe le panache qui s'élève au-dessus de l'autel pour soutenir les voûtes, est étirée vers l'arrière, les yeux tournés vers Dieu. La représentation en raccourci décrite par Vasari était novatrice et a eu une grande influence sur les peintres ultérieurs. Le nettoyage de cette figure fondamentale a laissé peu de restes d'ombres noires visibles à l'extrême gauche du tableau. Toutes les autres lignes et voiles noirs moins intenses ont été effacés, diminuant l'impact, et supprimant également de nombreux détails du grand poisson et des figures architecturales.

### Traitement des yeux

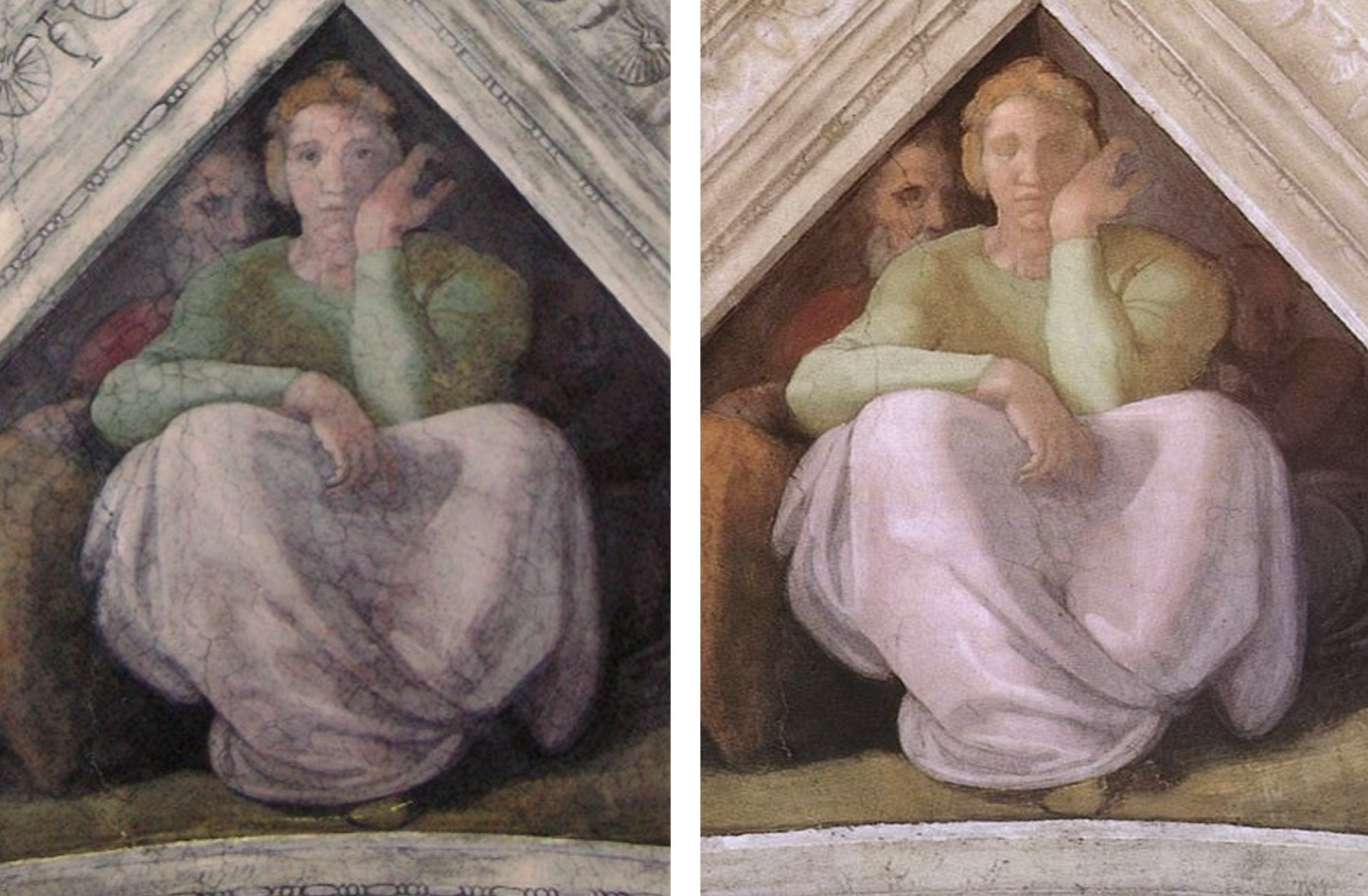
L'écoinçon de Jessé, avant et après restauration. Les yeux sont désormais absents, comme chez de nombreuses autres figures.

La perte de profondeur n'est pas le seul facteur vivement déploré. Un aspect important de l'œuvre de Michel-Ange, qui a disparu à jamais dans de nombreuses occurrences, est la peinture des pupilles des yeux de ses personnages. Cependant, tout le monde ne s'accorde pas à dire qu'il s'agit d'ajouts à sec de Michel-Ange : il pourrait aussi s'agir d'ajouts de restaurateurs ultérieurs désireux d'amplifier la lisibilité des fresques.
Les yeux sont une partie essentielle de la plus impressionnante de ces fresques, la Création d'Adam. Dieu regarde l'homme directement, et Ève tourne les yeux de côté, avec un regard d'admiration pour Adam. À plusieurs reprises, Michel-Ange a peint des regards éloquents sur les visages de ses personnages. La plupart de ces regards semblent avoir été fraîchement peints et sont restés, mais d'autres ne l'ont pas été. Les orbites de la famille qui apparaît dans la lunette de Zorobabele sont vides. La plus grande critique est celle de la disparition des yeux du petit personnage en vert et blanc qui autrefois tirait son regard de l'obscurité au-dessus de la lunette de Jessé.

## Rétablissement de la lumière

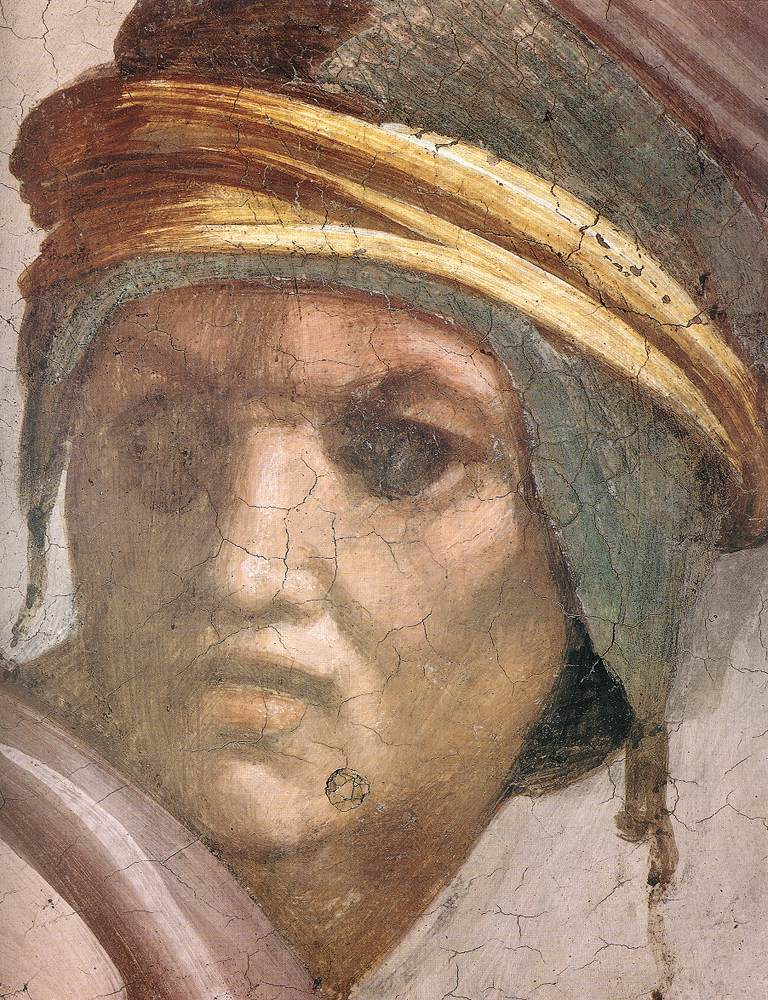
Détail de la lunette avec Zorobabel, Abioud et Éliakim.

Carlo Pietrangeli, ancien directeur général des Musées du Vatican, écrit à propos de la restauration : « C'est comme ouvrir une fenêtre dans une pièce sombre et la voir inondée de lumière ». Ses propos font écho à ceux de Giorgio Vasari qui, au XVIe siècle, disait à propos de la voûte de la chapelle Sixtine :
« Laquelle œuvre fut vraiment la lampe qui fit tant de bienfait et de lumière à l'art de la peinture, qu'elle suffisait à éclairer le monde pendant tant de centaines d'années dans l'obscurité. »